# فرناندو لوگو
فرناندو آرمیندو لوگو مندز (به انگلیسی: Fernando Armindo Lugo Méndez) سیاستمدار پاراگوئه‌ای است که از سال ۲۰۰۸ تا ۲۰۱۲ رئیس جمهور این کشور بود. وی در ژانویه ۲۰۱۲ و پس از درگیری‌هایی که بین نیروهای پلیس و گروهی کشاورز معترض رخ داد و منجر به کشته شدن هفده نفر گشت، توسط کنگره پاراگوئه به اهمال کاری در این رابطه متهم و از سمت خود برکنار شد. این اتفاق از سوی وی و تعدادی از کشورهای منطقهٔ آمریکای لاتین به کودتا تعبیر گشت. با برکناری لوگو توسط کنگره، فدریکو فرانکو به سمت ریاست جمهوری پاراگوئه منصوب شد.